# Male Sotnice
Male Sotnice su naseljeno mjesto u općini Kiseljak, Federacija Bosne i Hercegovine, BiH.

## Stanovništvo

### 1991.
Nacionalni sastav stanovništva 1991. godine, bio je sljedeći:
ukupno: 491
- Hrvati - 165
- Muslimani - 325
- Srbi - 1

### 2013.
Nacionalni sastav stanovništva 2013. godine, bio je sljedeći:
ukupno: 386
- Bošnjaci - 305
- Hrvati - 76
- Srbi - 1
- ostali, neopredijeljeni i nepoznato - 4